# دستور الأردن
دستور الأردن هو الدستور الذي صدر بتاريخ 8 يناير 1952 في عهد الملك طلال بن عبد الله بن الحسين، ثاني ملوك المملكة الأردنية الهاشمية. وتم تعديله عدة مرات. وهو يحدد الحكم ملكية وراثية ذات نظام برلماني التمثيل. وينص القانون على فصل سلطات الدولة الثلاث وإستقلالها (التنفيذية والتشريعية والقضائية)، وعلى حقوق وواجبات المواطنين، والشؤون المالية واللوائح الدستورية الأخرى. يتألف الدستور الأردني من 9 فصول و 131 مادة، وجرى آخر تعديل عليه سنة 2022.

## التاريخ
تعمل المملكة الأردنية حالياً بموجب الدستور الذي صدر عام 1952، وتم إقراره في عهد الملك طلال بن عبد الله، وقد مرّ الدستور الحالي بثلاث مراحل منذ صدوره وحتى اليوم:
- المرحلة الأولى: الدستور الصادر عام 1928: والذي كان يعرف باسم (القانون الأساسي)، وصدر بعد سبع سنوات من تأسيس إمارة شرق الأردن، وتمت صياغة بنوده بالعودة إلى المعاهدة الأردنية-البريطانية، وقد حاول الأمير عبد الله وضع دستور لتنظيم الحكم والإدارة في الإمارة، إلا أن محاولاته كانت تعرقل من قبل بريطانيا التي كانت تسعى لإستمرار مصالحها وسيطرتها على الإمارة، وقد اتسمت حالة الإمارة في هذه الفترة بعدم الإستقرار السياسي بسبب عدم وجود دستور للإمارة، وبعد توقيع المعاهدة الأردنية - البريطانية سنة 1928، صدر أول دستور أردني للإمارة (القانون الإساسي) وكان يتكون من 72 مادة.
- المرحلة الثانية: الدستور الصادر عام 1947: بسبب الظروف السياسية التي مرت بها الدولة الأردنية والتي من أبرزها استقلال إمارة شرق الأردن سنة 1946 وتغير إسمها ليصبح المملكة الأردنية الهاشمية، تطلبت هذه الظروف إجراء تعديل على دستور سنة 1928، وسمي الأمير عبد الله بن الحسين بملك المملكة الأردنية الهاشمية، وظل لقب (ملك) مستخدما حتى اليوم، ومن أبرز ما جاء في هذا الدستور أن نظام الحكم في المملكة الأردنية الهاشمية ملكي وراثي نيابي، وأن الدولة الأردنية هي مملكة هاشمية مستقلة ذات سيادة.
- المرحلة الثالثة: الدستور الذي صدر عام 1952: شهد الأردن تطورات سياسية جديدة من أبرزها الحرب العربية الإسرائيلية واحتلال أجزاء من فلسطين، ونتيجة لهذه الظروف السياسية فقد إقتضت الحاجة إلى إجراء تعديل على دستور سنة 1947، وجاء الدستور المعدل في تسعة فصول، وركز على مبدأ الفصل بين سلطات الدولة الثلاث، وبيان حقوق الأردنيين وواجباتهم، ووصف الدولة ونظام الحكم فيها وغيره.[6]

## المحكمة الدستورية
أنشأت المحكمة الدستورية وفقا للقانون رقم 15 الصادر سنة 2012، ووفقا لمواد الدستور رقم 58 / 59 / 60 / 61، والهدف من إنشاءها هو تفسير نصوص الدستور وإزالة الغموض عنها إذا دعت الحاجة، ويتم اللجوء إلى المحكمة في حال كان النص في الدستور مبهم وغير واضح ويحتمل أكثر من معنى، أو أن النص الدستوري واضح لكن مختلف في كيفية تطبيقه على واقعة معينة.
تتالف المحكمة الدستورية من تسعة أعضاء كحد أدنى بما فيهم رئيس المحكمة، ويعين الملك أعضاء المحكمة، وتكون مدة العضوية ست سنوات غير قابلة للتجديد.
يرأس المحكمة الدستورية حاليا السيد هشام فالح التل، وتضم في عضويتها كل من: منصور الحديدي، نعمان الخطيب، ومحمد الذويب، ومحمد العلاونة، ومحمد المبيضين، وقاسم المومني، وفايز الحمارنة.